# Апекс

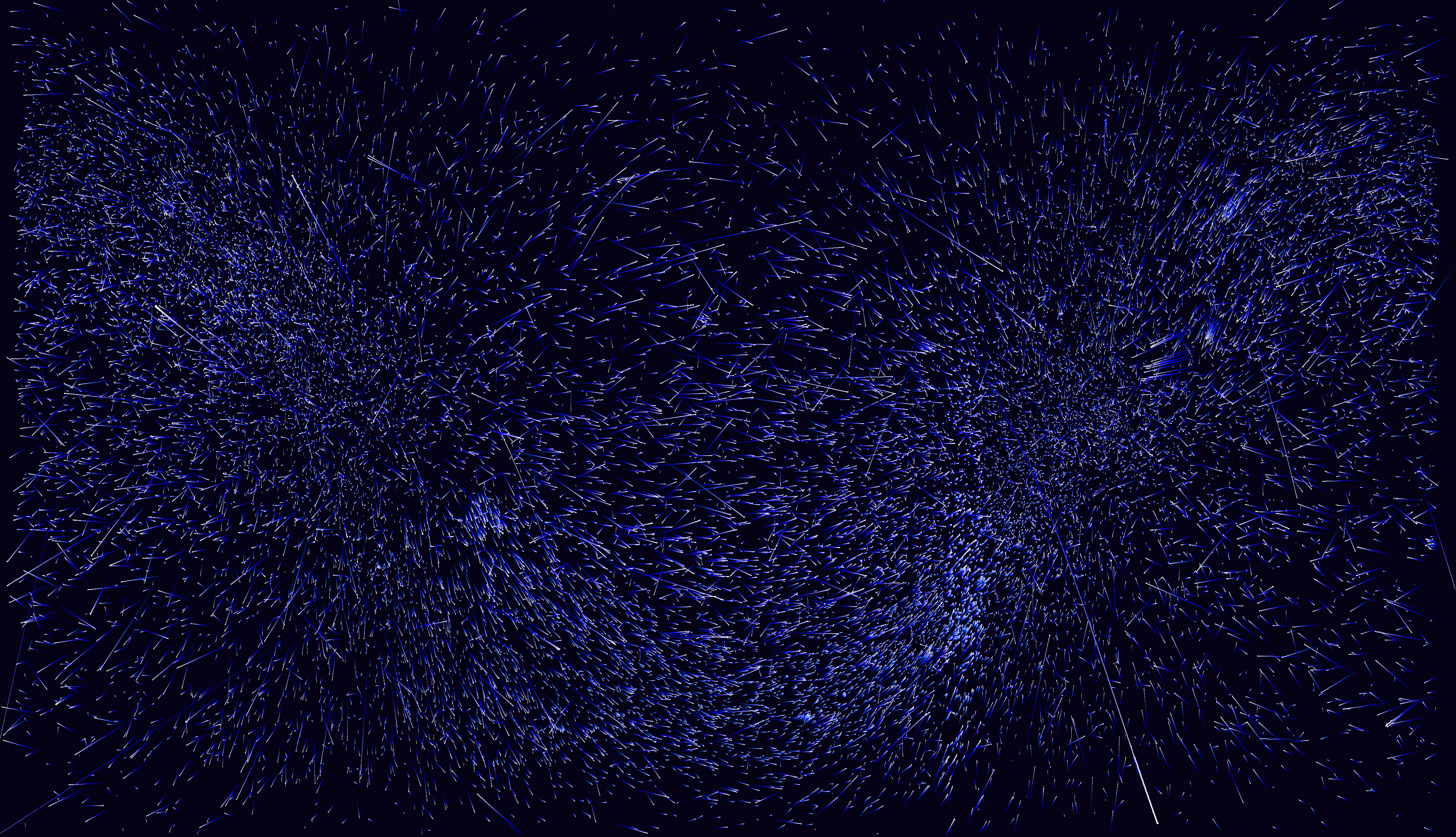
Рух зір спектральних класів
A і B навколо апексу (ліворуч)
та антиапексу (праворуч)
у межах ± 200 000 років.

А́пекс (лат. apex — верхівка) — точка перетину напрямку руху космічного об'єкту з небесною сферою.
Протилежна точка має назву антиапекс.

## Добовий апекс спостерігача на Землі
Внаслідок обертання Землі навколо своєї осі земний спостерігач рухається на схід, точка добового апексу лежить на сході.

## Річний апекс Землі
Зумовлений річним обертанням Землі навколо Сонця. Апекс річного руху Землі протягом року рухається в площині екліптики. Оскільки орбіта Землі дуже близька до кола, річний апекс  розташований під кутом 90° від Сонця. Для спостерігача, який стоїть обличчям до Сонця, у Північній півкулі річний апекс буде праворуч, а в Південній півкулі — ліворуч.

## Апекс Сонця
Апекс Сонця обумовлений власним рухом Сонця відносно навколишніх зір (точніше кажучи, відносно місцевого стандарту спокою — системи відліку, в якій середня швидкість зір дорівнює нулю). Він визначається статистичною обробкою видимих рухів навколишніх зір. Внаслідок того, що зорі теж мають власний рух, для визначення напрямку руху Сонця навколо центру Галактики потрібно  обчислити рух багатьох зір.
Поточний апекс розташований у сузір'ї Геркулеса, на південно-південний захід від Веги (α Ліри). Точки апекса Сонця дещо відрізняються залежно від блиску зір, відстані до них тощо. Для оптичного діапазону це пряме піднесення18h 28m 0s і схилення +30° 0′ 0″, у радіо-діапазоні: 18h 03m 50.2s +30° 0′ 0″. У галактичних координатах це: 56,24° галактичної довготи та 22,57° широти або 58,87° довготи та 17,72° широти[джерело?].
Існування власного руху Сонця передбачив Фрідріх Вільгельм Гершель, він наближено визначив і точку сонячного апексу — поблизу зорі λ Геркулеса.
Антиапекс Сонця лежить у сузір'ї Голуба.
Сонце також обертається навколо центру Галактики зі швидкістю близько 220 км/с. Напрямок цього руху лежить у сузір'ї Лебедя.

## Апекс Чумацького Шляху
Складання карт реліктового випромінювання дозволило встановити, що наша Галактика рухається щодо системи координат, у якій реліктове випромінювання ізотропне. Внаслідок ефекту Доплера спостерігається його анізотропія. Чумацький Шлях рухається в напрямку сузір'я Лева зі швидкістю близько 600 км/с.

## Апекс штучного супутника Землі
Апекс штучного супутника Землі — це точка найбільшого віддалення від площини земного екватора на північ. Тобто максимально північна паралель над якою ШСЗ буває в зеніті (один раз за оберт).